# Обоянский район
Обоя́нский район — административно-территориальная единица (район) и муниципальное образование (муниципальный район) на юге Курской области России.
Административный центр — город Обоянь.

## География
Площадь 1090 км². Расположен в южной части Среднерусской возвышенности, на правом берегу реки Псёл. Район граничит с Медвенским, Пристенским и Большесолдатским, Беловским районами области, а также с Ивнянским районом Белгородской области. Общая длина границы района равна 195 км.
Основные реки — Псёл (протяжённость по территории района 54 км), Рыбинка (28), Малая Рыбинка (17), Каменка (18), Туровка (17), Усланка (15).

## История
Территория современного Обоянского района до 1924 года входила в Обоянский уезд, с 1924 по 1928 год — в Курский уезд Курской губернии.
Обоянский район образован 30 июля 1928 года. Первоначально входил в состав Курского округа Центрально-Чернозёмной области. После упразднения округов в 1930 район перешёл в непосредственное подчинение областному центру Центрально-Чернозёмной области — Воронежу. В 1934 году вошёл в состав новообразованной Курской области.

## Население
| 2002    | 2004    | 2007    | 2009    | 2010    | 2011    | 2012    | 2013    | 2014    |
| ------- | ------- | ------- | ------- | ------- | ------- | ------- | ------- | ------- |
| 35 815  | ↘34 700 | ↘31 909 | ↘31 442 | ↘31 042 | ↘30 841 | ↘30 209 | ↘29 707 | ↘29 699 |
| 2015    | 2016    | 2017    | 2018    | 2019    | 2020    | 2021    |         |         |
| ↗29 708 | ↗29 834 | ↘29 830 | ↘29 577 | ↘29 205 | ↘28 938 | ↘27 923 |         |         |

### Урбанизация
Городское население (город (Обоянь) составляет 41,8 % от всего населения района.

### Национальный состав
По итогам переписи населения 2020 года проживали следующие национальности (национальности менее 0,1 % и другое, см. в сноске к строке «Другие»):
| Национальность | Численность, чел. | Доля     |
| -------------- | ----------------- | -------- |
| Русские        | 26 411            | 94,59 %  |
| Армяне         | 284               | 1,02 %   |
| Украинцы       | 125               | 0,45 %   |
| Езиды          | 112               | 0,40 %   |
| Азербайджанцы  | 48                | 0,17 %   |
| Молдаване      | 33                | 0,12 %   |
| Другие         | 910               | 3,25 %   |
| Итого          | 27 923            | 100,00 % |

## Административное деление
Обоянский район как административно-территориальная единица включает 19 сельсоветов и один город.
В рамках организации местного самоуправления в муниципальный район входят 13 муниципальных образований, в том числе 1 городское и 12 сельских поселений:
| №        | Муниципальное образование | Административный центр | Количество населённых пунктов | Население (чел.) | Площадь (км²) |
| -------- | ------------------------- | ---------------------- | ----------------------------- | ---------------- | ------------- |
| 1e-06    | Городские поселения:      |                        |                               |                  |               |
| 1        | город Обоянь              | город Обоянь           | 1                             | ↘11 671          | 11,48         |
| 1.000002 | Сельские поселения:       |                        |                               |                  |               |
| 2        | Афанасьевский сельсовет   | село Афанасьево        | 8                             | ↗2746            | 126,68        |
| 3        | Бабинский сельсовет       | село Вышнее Бабино     | 2                             | ↗284             | 45,20         |
| 4        | Башкатовский сельсовет    | село Башкатово         | 6                             | ↗561             | 58,36         |
| 5        | Быкановский сельсовет     | село Быканово          | 5                             | ↘640             | 34,90         |
| 6        | Гридасовский сельсовет    | село Гридасово         | 4                             | ↗664             | 48,00         |
| 7        | Зоринский сельсовет       | село Зорино            | 5                             | ↘2707            | 108,80        |
| 8        | Каменский сельсовет       | село Каменка           | 7                             | ↗913             | 117,60        |
| 9        | Котельниковский сельсовет | село Котельниково      | 14                            | ↘1561            | 141,33        |
| 10       | Рудавский сельсовет       | посёлок Рудавский      | 8                             | ↗2310            | 92,94         |
| 11       | Рыбино-Будский сельсовет  | слобода Рыбинские Буды | 7                             | ↗1309            | 81,60         |
| 12       | Усланский сельсовет       | село Усланка           | 11                            | ↘2107            | 110,21        |
| 13       | Шевелевский сельсовет     | село Шевелево          | 6                             | ↗277             | 33,64         |

В ходе муниципальной реформы 2006 года в составе новообразованного муниципального района законом Курской области от 21 октября 2004 года были созданы 20 муниципальных образований, в том числе одно городское поселение (в рамках города) и 19 сельских поселений (в границах сельсоветов).
Законом Курской области от 26 апреля 2010 года был упразднён ряд сельских поселений: Полукотельниковский сельсовет и Малокрюковский сельсовет (включены в Котельниковский сельсовет); Камынинский сельсовет (включён в Афанасьевский сельсовет); Долженковский сельсовет (включён в Рыбино-Будский сельсовет); Павловский сельсовет (включён в Усланский сельсовет); Бушменский сельсовет (включён в Каменский сельсовет);  Стрелецкий сельсовет (включён в Рудавский сельсовет). Соответствующие сельсоветы как административно-территориальные единицы упразднены не были.

## Населённые пункты
В Обоянском районе 84 населённых пункта, в том числе один город и 83 сельских населённых пункта.
| №  | Населённый пункт  | Тип     | Население | Муниципальное образование |
| -- | ----------------- | ------- | --------- | ------------------------- |
| 1  | Анахино           | деревня | ↘173      | Усланский сельсовет       |
| 2  | Афанасьево        | село    | ↘672      | Афанасьевский сельсовет   |
| 3  | Бавыкино          | деревня | ↗286      | Афанасьевский сельсовет   |
| 4  | Башкатово         | село    | ↘275      | Башкатовский сельсовет    |
| 5  | Бегичево          | село    | ↘124      | Каменский сельсовет       |
| 6  | Бекет             | хутор   | ↘1        | Котельниковский сельсовет |
| 7  | Белое             | село    | ↘109      | Усланский сельсовет       |
| 8  | Бушмено           | село    | ↘251      | Каменский сельсовет       |
| 9  | Быканово          | село    | ↘362      | Быкановский сельсовет     |
| 10 | Версковое         | хутор   | ↘9        | Котельниковский сельсовет |
| 11 | Воробьевка        | деревня | ↘61       | Усланский сельсовет       |
| 12 | Вышнее Бабино     | село    | ↘221      | Бабинский сельсовет       |
| 13 | Горяйново         | деревня | ↘559      | Афанасьевский сельсовет   |
| 14 | Гремячка          | деревня | ↘32       | Каменский сельсовет       |
| 15 | Гремячка          | деревня | ↘67       | Котельниковский сельсовет |
| 16 | Гридасово         | село    | ↘255      | Гридасовский сельсовет    |
| 17 | Долговищенный     | хутор   | ↘12       | Рыбино-Будский сельсовет  |
| 18 | Долженково        | село    | ↘418      | Рыбино-Будский сельсовет  |
| 19 | Дрозды            | хутор   | ↘181      | Котельниковский сельсовет |
| 20 | Задолженский      | хутор   | ↘0        | Котельниковский сельсовет |
| 21 | Запселье          | хутор   | ↘1        | Афанасьевский сельсовет   |
| 22 | Зелёная Дубрава   | хутор   | ↘0        | Шевелевский сельсовет     |
| 23 | Знаменка          | деревня | ↘217      | Быкановский сельсовет     |
| 24 | Знобиловка        | деревня | ↘266      | Афанасьевский сельсовет   |
| 25 | Зорино            | село    | ↘1222     | Зоринский сельсовет       |
| 26 | Ильиновский       | хутор   | ↘3        | Котельниковский сельсовет |
| 27 | Каменка           | село    | ↘391      | Каменский сельсовет       |
| 28 | Камынино          | село    | ↘333      | Афанасьевский сельсовет   |
| 29 | Картамышево       | село    | ↘91       | Каменский сельсовет       |
| 30 | Коптево           | деревня | ↘64       | Каменский сельсовет       |
| 31 | Косинов           | хутор   | ↘1        | Башкатовский сельсовет    |
| 32 | Косиново          | село    | ↘349      | Башкатовский сельсовет    |
| 33 | Котельниково      | село    | ↘465      | Котельниковский сельсовет |
| 34 | Кочегуровка       | хутор   | ↘207      | Усланский сельсовет       |
| 35 | Красная Поляна    | хутор   | ↘23       | Башкатовский сельсовет    |
| 36 | Красный           | посёлок | ↘43       | Усланский сельсовет       |
| 37 | Крючок            | хутор   | ↘3        | Котельниковский сельсовет |
| 38 | Кулига            | село    | ↘269      | Рудавский сельсовет       |
| 39 | Луневка           | деревня | ↘97       | Гридасовский сельсовет    |
| 40 | Лунино            | деревня | ↘271      | Усланский сельсовет       |
| 41 | Лыков             | хутор   | →0        | Рыбино-Будский сельсовет  |
| 42 | Малые Крюки       | село    | ↘393      | Котельниковский сельсовет |
| 43 | Монастырский      | хутор   | ↘0        | Быкановский сельсовет     |
| 44 | Нагорный          | хутор   | ↘28       | Быкановский сельсовет     |
| 45 | Нижнее Бабино     | село    | →135      | Бабинский сельсовет       |
| 46 | Нижнее Солотино   | село    | ↘348      | Афанасьевский сельсовет   |
| 47 | Новая Кривцовка   | деревня | ↘27       | Шевелевский сельсовет     |
| 48 | Обоянь            | город   | ↘11 671   | город Обоянь              |
| 49 | Павловка          | село    | ↘559      | Усланский сельсовет       |
| 50 | Парасючка         | хутор   | ↘2        | Усланский сельсовет       |
| 51 | Пасечный          | посёлок | ↘227      | Быкановский сельсовет     |
| 52 | Первое Мая        | село    | ↘12       | Рыбино-Будский сельсовет  |
| 53 | Пересыпь          | хутор   | ↘120      | Зоринский сельсовет       |
| 54 | Платоновка        | хутор   | ↘18       | Шевелевский сельсовет     |
| 55 | Плота             | хутор   | ↘3        | Шевелевский сельсовет     |
| 56 | Полукотельниково  | село    | ↘276      | Котельниковский сельсовет |
| 57 | Потопахино        | деревня | ↘222      | Котельниковский сельсовет |
| 58 | Пригородный       | посёлок | ↘1018     | Зоринский сельсовет       |
| 59 | Пролетарский      | хутор   | →6        | Башкатовский сельсовет    |
| 60 | Пушкарное         | село    | ↘455      | Рудавский сельсовет       |
| 61 | Рудавец           | село    | ↘385      | Рудавский сельсовет       |
| 62 | Рудавский         | посёлок | ↘561      | Рудавский сельсовет       |
| 63 | Рыбинские Буды    | слобода | ↘744      | Рыбино-Будский сельсовет  |
| 64 | Рябая Ольха       | хутор   | ↘0        | Рыбино-Будский сельсовет  |
| 65 | Садовая Роща      | хутор   | ↘69       | Гридасовский сельсовет    |
| 66 | Семеновка         | село    | ↘30       | Зоринский сельсовет       |
| 67 | Семяновка         | хутор   | ↘88       | Афанасьевский сельсовет   |
| 68 | Сергеевский       | хутор   | ↘5        | Котельниковский сельсовет |
| 69 | Старая Кривцовка  | деревня | ↘17       | Шевелевский сельсовет     |
| 70 | Стрелецкое        | село    | ↘959      | Рудавский сельсовет       |
| 71 | Тимофеев          | хутор   | →4        | Рудавский сельсовет       |
| 72 | Точилина Пасека   | хутор   | ↘4        | Котельниковский сельсовет |
| 73 | Трубеж            | село    | ↗573      | Усланский сельсовет       |
| 74 | Туровка           | деревня | ↘50       | Усланский сельсовет       |
| 75 | Усланка           | село    | ↘408      | Усланский сельсовет       |
| 76 | Успеновка         | хутор   | ↘0        | Котельниковский сельсовет |
| 77 | Филатово          | село    | ↘319      | Рыбино-Будский сельсовет  |
| 78 | Хмелевой Колодезь | хутор   | ↘2        | Рудавский сельсовет       |
| 79 | Чекмаревка        | село    | ↘242      | Гридасовский сельсовет    |
| 80 | Чермошное         | хутор   | ↘2        | Башкатовский сельсовет    |
| 81 | Шевелево          | село    | ↘237      | Шевелевский сельсовет     |
| 82 | Шипы              | село    | ↘454      | Зоринский сельсовет       |
| 83 | Шмырево           | деревня | ↘111      | Каменский сельсовет       |
| 84 | Шумаков           | хутор   | ↘0        | Рудавский сельсовет       |

## Транспорт
Через район проходят автомобильные дороги общей длины 192 км, из них трассы федерального значения — 31 км.
Межобластные автобусные маршруты от автовокзала г. Обояни (по состоянию на январь 2015 г.)
| Маршрут           | Путь следования                   | Промежуточные пункты |
| ----------------- | --------------------------------- | -------------------- |
| Москва — Белгород | трассы Москва — Обоянь — Белгород | Обоянь               |
| Белгород — Курск  | трассы Белгород — Курск           |                      |

## Культура
- Район побратим Обоянского района — Золочевский район Харьковской области Украины[25].

## Достопримечательности
В Обояни — церковь иконы Божией Матери Смоленской (1790 год), собор Александра Невского (1907 год), памятники архитектуры в центре Обояни двухэтажные купеческие дома и здание бывшей женской прогимназии, в селе Косиново — деревянная церковь Космы и Дамиана (1801 год), в селе Афанасьево — церковь Николая Чудотворца (1840 год).